# جامعه مشاوران رسمی مالیاتی ایران
جامعه مشاوران رسمی مالیاتی ایران یک انجمن حرفه‌ای است که به موجب «قانون مالیات بر ارزش افزوده» (مصوب ۱۷ اردیبهشت ۱۳۸۷ مجلس شورای اسلامی) رسمیت پیدا کرد و پس از تصویب اساسنامه‌اش در جلسه مورخ ۱۴ دی ۱۳۹۰ هیئت وزیران به‌طور رسمی آغاز به کار کرد.

## تاریخچه
جایگاه قانونی
طبق ماده ۲۸ «قانون مالیات بر ارزش افزوده» (مصوب ۱۷ اردیبهشت ۱۳۸۷ مجلس شورای اسلامی): به منظور ارتقاء فرهنگ مالیاتی پرداخت‌کنندگان مالیات و ارائه خدمات مشاوره‌ای صحیح در امور مالیاتی به مودیان مالیاتی بر مبنای قوانین و مقررات مالیاتی کشور و هم‌چنین ارائه خدمات نمایندگی موردنیاز آنان برای مراجعه به ادارات و مراجع مالیاتی، نهادی به نام جامعه مشاوران رسمی مالیاتی ایران تأسیس می‌شود تا با پذیرش اعضاء ذی‌صلاح در این‌باره فعالیت کند. کلیه مراجع ذی‌ربط دولتی مکلفند پس از ارائه برگه نمایندگی معتبر از سوی مشاوران مالیاتی عضو جامعه، در حوزه وظایف قانونی خود و در حدود مقررات مالیاتی با آنان همکاری کنند.
نخستین ثبت‌نام
هیئت تشخیص صلاحیت مشاوران رسمی مالیاتی در آگهی مورخ ۹ اسفند ۱۳۹۱ به استناد تبصره (۱) ماده ۲۸ اساسنامه جامعه (موضوع تصویب‌نامه شماره ۱۲۰۶۲/ت۴۲۹۳۹ مورخ ۱۳۹۱/۰۱/۲۸ هیئت وزیران) از اشخاص حقیقی واجد شرایط برای ثبت‌نام و عضویت در جامعه دعوت به‌عمل آورد.

## ارکان جامعه مشاوران رسمی مالیاتی ایران
طبق فصل دوم «اساسنامه جامعه مشاوران رسمی مالیاتی ایران» (مصوب جلسه مورخ ۱۴ دی ۱۳۹۰ هیئت وزیران) ارکان این جامعه به شرح زیر است:
1. مجمع عمومی
2. شورای عالی
3. هیئت مدیره
4. هیئت عالی نظارت
5. هیئت تشخیص